# 1236
1236 (MCCXXXVI) fue un año bisiesto comenzado en martes del calendario juliano.

## Acontecimientos
- Reconquista de la ciudad española de Córdoba por los cristianos.

- Fundación de la segunda villa foral más antigua de Vizcaya, Bermeo.

## Nacimientos
- Profatius Judeus en Marsella, conocido médico y astrónomo.